# Fakulteta za energetiko v Krškem
Fakulteta za energetiko (uradno Univerza v Mariboru, Fakulteta za energetiko) je članica Univerze v Mariboru, ki ima sedež v Krškem in enoto v Velenju. Lokaciji izvajanja niso bili izbrani naključno; gre za največja energetska bazena v Sloveniji. Študenti imajo tako omogočen neposreden stik z velikimi energetskimi sistemi.
Trenutni dekan je redni profesor dr. Sebastijan Seme.

## Zgodovina
Ustanovljena je bila s sklepom državnega zbora dne 22. junija 2007 kot članica mariborske univerze in je edina nova tehnična fakulteta v Sloveniji v zadnjih nekaj desetletjih.
Prvi študentje so se v programe fakultete vpisali v študijskemu letu 2008/09.
Leta 2012 je NAKVIS potrdil akreditacijo doktorskega študijskega programa "Energetika".

## Študijski programi
Fakulteta za energetiko Univerze v Mariboru izvaja naslednje študijske programe:
- visokošolski strokovni študijski program Energetika (I. bolonjska stopnja),
- univerzitetni študijski program Energetika (I. bolonjska stopnja),
- magistrski študijski program Energetika (II. bolonjska stopnja),
- doktorski študijski program Energetika (III. bolonjska stopnja).

Vsi študijski programi fakultete so usklajeni z bolonjskim načinom študija, ki omogoča visoko stopnjo izbirnosti. Študenti se tako lahko v sklopu študijskega programa odločajo za izbiro dela študijskih obveznosti s področij:
- Hidroenergetike,
- Termoenergetike,
- Jedrske energetike,
- Alternativne energetike in
- Splošne energetike.